# Hug d'Empúries (mariscal del Temple)
Fra Hug d'Empúries va ser el darrer mariscal de l'orde del Temple a Terra Santa. Fra Hug pertanyí a la poderosa família dels comtes d'Empúries. Segurament era fill d'Hug V d'Empúries.
Fra Hug va ser el sots-mariscal de fra Bartomeu de Quincy (mariscal de l'orde) a la poderosa guarnició de l'illa d'Arwad, que havia de servir de base logística en les ofensives conjuntes del Gran Khan Ghazan dels tàrtars, del rei Hethum II d'Armènia, del rei Enric II de Xipre i del Temple.
L'ofensiva va aconseguir la victòria de Wadi al-Khazandar contra el soldà An-Nàssir Muhàmmad ibn Qalàwun i la breu ocupació de Jerusalem a finals de 1299 i principis de 1300, però no va poder consolidar el seu domini. La contraofensiva del soldà egipci va expugnar Arwad el setembre de 1302.
Mort fra Bartomeu de Quincy en combat, fra Hug va esdevenir mariscal del Temple i és qui va rendir la guarnició d'Arwad a l'emir Zarrak, contra la promesa de salvar-los la vida i permetre-los tornar a Xipre. Aquesta promesa no va ser complida i la guarnició va ser massacrada, exceptuats alguns cavallers pels quals els egipcis van esperar ofertes de rescat (especialment, per fra Dalmau de Rocabertí).
Després de la caiguda d'Arwad no se sap res més de fra Hug. Hi va haver rumors de la seva conversió a l'Islam i matrimoni amb una dona musulmana, però el més probable és la seva mort. No consta que l'ambaixada d'Eymeric d'Usall per rescatar fra Dalmau fes cap gestió per portar fra Hug cap a Catalunya.